# Николайчук, Матвей Михайлович
Матвей Михайлович Николайчук (укр. Матвій Михайлович Николайчук; род. 9 августа 1974, Тернополь) — украинский футболист, полузащитник.

## Биография
До начала профессиональной карьеры Николайчук играл в любительских клубах: тернопольском «Текстильщике» и хоростковской «Заре». В 1992 году он стал игроком тернопольской «Нивы», где провёл четыре сезона. Своими выступлениями за клуб он привлёк внимание представителей «Динамо Киев». Однако в составе киевлян он провёл лишь один матч, 18 марта 1996 года столичный гранд со счётом 3:2 обыграл ивано-франковский «Спартак». Кроме этого, футболист сыграл ещё один матч за дубль против «Электрометаллург-НЗФ», «Динамо-2» победило со счётом 2:1.
В сезоне 1995/96 Николайчук получил приглашение от тренера одесского «Черноморца», Леонида Буряка. В «Черноморце» он провёл два сезона, после чего перешёл в мариупольский «Металлург». Затем в его спортивной карьере были кировоградская «Звезда», ивано-франковское «Прикарпатье» и возвращение в тернопольскую «Ниву». Позже некоторое время Матвей Николайчук играл на любительском уровне в Германии, а в 2006 году, вернувшись на родину, защищал цвета команды «Агрон Толстолуг», выступающей в чемпионате Тернопольской области. Благодаря накопленному опыту в профессиональном футболе Николайчук был одним из лучших в её составе. В том же году были слухи о возможном возвращении Николайчука в «Ниву», однако оно не состоялось.